# 馬拉特斯塔圖書館
馬拉特斯塔圖書館（義大利語：Biblioteca Malatestiana），又被稱作馬拉特斯塔・諾維洛圖書館，是在義大利北部切塞納城市的一座公共圖書館。這座圖書館建於1447年，完工於1452年，並於1454年開放，以當地貴族馬拉特斯塔·諾維洛的名字命名。作為歐洲第一個公民圖書館（即隸屬於公社而非教堂或貴族家庭），其具有重要意義。該圖書館於2005年被列入聯合國教科文組織的歐洲和北美洲世界記憶名錄。

## 歷史及影響
這棟建築的規劃及建構是由切塞納城市的君王馬拉特斯塔·諾維洛所委託，而工程則是由法諾市的馬泰奧·努蒂（莱昂·巴蒂斯塔·阿尔伯蒂的學生之一）所指導。依照諾維洛的指示，這些書是歸公社所有，不屬於任何修道院或家庭。 由於採用這種管理結構，馬拉特斯塔圖書館的收藏並不像許多修道院圖書館那樣的分散。

## 設施

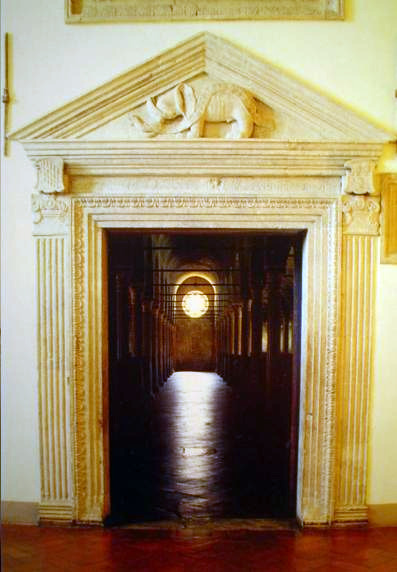
奧堂的入口(Aula del Nuti)

馬拉特斯塔圖書館是世界上唯一一個所謂「人文修道院」類型的圖書館，它將人文與保留下來的宗教建築融為一體，自550多年前開放以來就保留了它的結構、設備和法典。主要長廊是雕塑家阿戈斯蒂諾·迪·杜喬（1418～1481）的傑作。正門的核桃門可以追溯到1454年，是由來自聖喬瓦尼-因佩爾西切托的藝術家克里斯多福羅雕刻而成。
圖書館內部採用幾何設計，典型的早期意大利文藝復興風格。討論室則有著巴西利卡式的格局（反映了圖書館作為一個「文化寺廟」的重要性），其三個中殿由十座當地以當地石頭做成的白色柱子分隔開，左右兩側通道有十一個尖肋拱頂。中央的中殿則是圓筒拱頂，最末端是一朵玫瑰，玫瑰的下方是馬拉特斯塔・諾維洛的墓碑。
館內的設備包括了58張的長桌，長桌的兩側鑲有徽章。光線透過44個威尼斯風格的窗戶進入，其設計是為了為閱讀提供理想的照明。

## 館藏

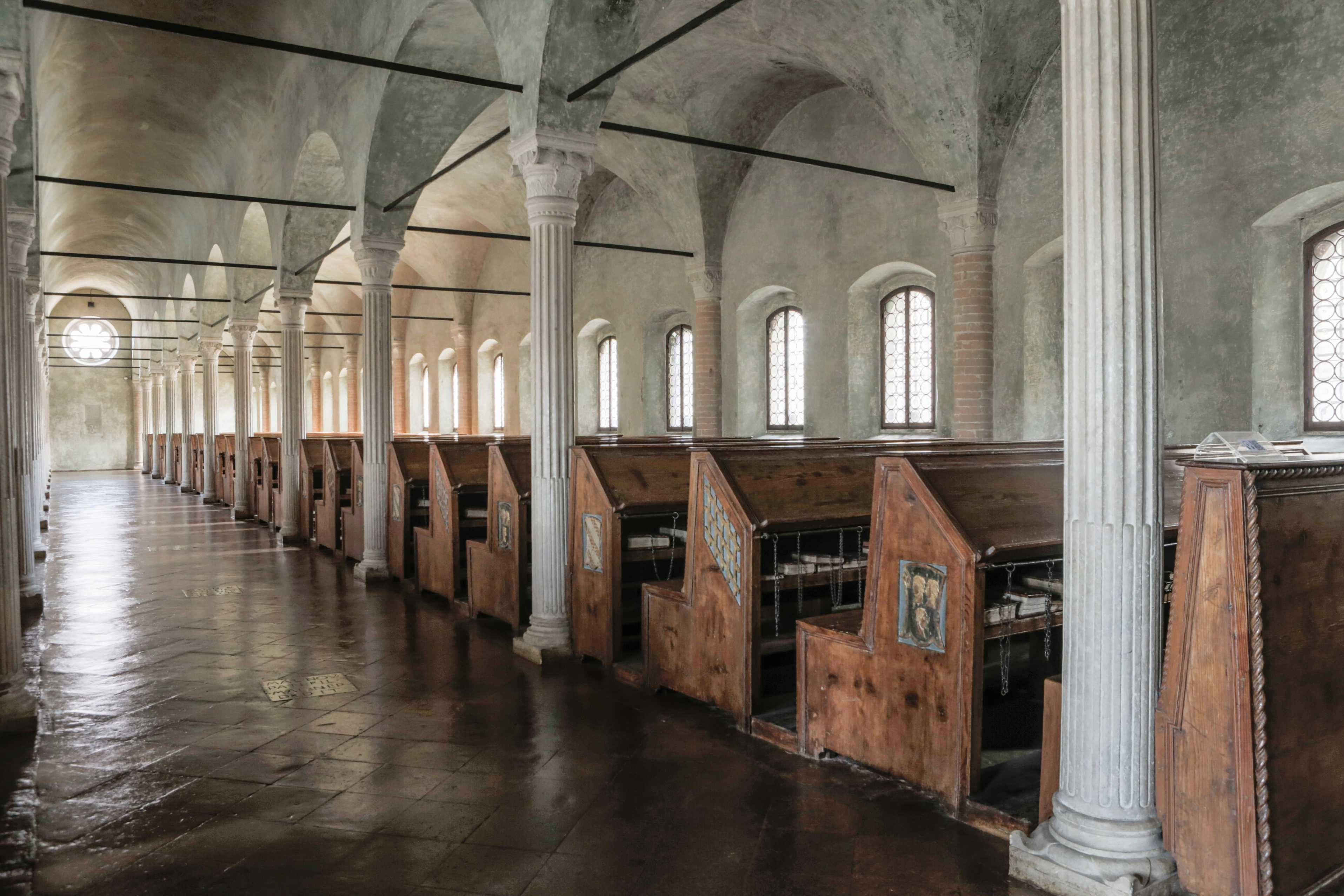
閱讀室

館內的藏書超過40萬冊，其中有340多部與宗教、希臘和拉丁语經典、科學和醫學等各個領域相關的法典，另有約3200本16世紀的手稿。 圖書館中最古老的手稿是聖依西多祿詞源的副本。

## 外部連結
- 官方网站 （意大利文）

44°08′20″N 12°14′38″E / 44.13889°N 12.24389°E